# 패널로 퐁
패널로 퐁은 닌텐도가 개발하고 판매한 비디오 게임이다.
닌텐도가 슈퍼패미컴 용으로 개발하였다. 이 게임은 1996년 일본에서 처음 발매되었다.